# Ат-Тайїба
Ат-Тайїба (англ. al-Tayyibah, араб. الطيبة) — поселення в Сирії, що складає невеличку друзьку общину в нохії  Аль-Мушаннаф, яка входить до складу однойменної мінтаки Ес-Сувейда в південній сирійській мухафазі Ес-Сувейда.